# Kentrothamnus weddellianus
Kentrothamnus weddellianus ist die einzige Art in der Gattung Kentrothamnus aus der Familie der Kreuzdorngewächse (Rhamnaceae). Die Art bildet beinahe blattlose Sträucher. Das Verbreitungsgebiet liegt in Bolivien und Argentinien.

## Beschreibung
Kentrothamnus weddellianus bildet bis zu 4 Meter hohe, dornige und beinahe unbelaubte Sträucher. Die Äste stehen kreuzgegenständig, sind olivgrün bis olivbraun und dicht mit gelblichen, 0,1 bis 0,3 Millimeter langen Haaren bedeckt. Die Blätter stehen ebenfalls kreuzgegenständig, sie sind verkehrt eiförmig, eiförmig oder länglich, 3 bis 15 Millimeter lang, 3 bis 4 Millimeter breit und mit 0,1 bis 0,2 Millimeter langen, gelblichen Haaren bedeckt. Der Blattstiel ist etwa 1 Millimeter lang, dünn und ebenfalls behaart. Die Nebenblätter sind pfriemförmig, etwa 1 Millimeter lang, behaart und fallen bald ab. Die obere Knospe an den Knoten bildet einen Dorn, der unten liegende einen weiteren Trieb oder einen sich stark teilenden, zusammengesetzten Blütenstand aus Zymen zu ein bis drei, selten vier Einzelblüten. Die Blüten sind flaumig behaart, fünfzählig und wachsen an 1 bis 2 Millimeter langen Stielen, die sich bis zur Fruchtreife auf 2 bis 5 Millimeter auswachsen. Der Blütenbecher ist glocken- bis urnenförmig, fällt an der Frucht ab und hinterlässt eine Narbe, in der die Staubfäden erhalten bleiben. Die Kronblätter sind etwa 1 Millimeter lang und weißlich. Die Staubblätter werden anfangs von den Kronblättern bedeckt, die Staubfäden sind weißlich und an ihrem Ende abgeknickt, die Staubbeutel sind vierfächrig. Der Diskus ist nur undeutlich ausgebildet und mit dem unteren Teil des Blütenbechers verwachsen. Der Fruchtknoten ist halb-unterständig und dreifächrig. Die Früchte sind etwa 5 Millimeter lange, sich explosionsartig öffnende, dreiteilige Kapselfrüchte.

## Verbreitung
Das natürliche Verbreitungsgebiet liegt in Bolivien und im äußersten Norden von Argentinien. In Bolivien findet man die Art in den Departamentos Cochabamba, Potosí und Chuquisaca in Höhen von 2000 bis 4000 Metern. Kentrothamnus weddellianus wächst im Buschland an sehr trockenen Berghängen und erreicht dort Höhen von 1 bis 2 Metern und in der Nähe von Flüssen von bis zu 4 Metern.

## Systematik und Forschungsgeschichte
Kentrothamnus weddellianus ist die einzige Art der daher monotypischen Gattung Kentrothamnus aus der Familie der Kreuzdorngewächse (Rhamnaceae), in der sie der Tribus Colletieae zugeordnet wird. John Miers hat Exemplare der Art 1860 als Trevoa weddelliana Miers (Basionym) erstbeschrieben, ohne die Früchte zu kennen, die sich von denen anderer Vertreter der Gattung Trevoa unterscheiden. Karl Suessenguth und Ortrud Overkott stellten 1941 die Gattung Kentrothamnus auf, in der sie zwei von ihnen beschriebene, südamerikanische Arten stellten, die mit den Gattungen Colletia Juss. und Discaria Hook verwandt sind, sich jedoch von Colletia durch die fehlenden zurückgebogenen und Nektar abgebenden Strukturen am Rand des Diskus unterscheiden und von Discaria durch den nur dünnen und nicht angeschwollenen Diskus. Die beiden Arten, Kentrothamnus penninervius Suess. & Overkott und Kentrothamnus foliosus (Rusby) Suess. & Overkott, sollen sich durch die Position angeschwollener Teile am Diskus unterscheiden. Als Typusart wurde Kentrothamnus penninervius bestimmt. Marshall Conring Johnston stellte in einer 1973 veröffentlichten Revision der Gattung basierend auf Untersuchungen einer größeren Anzahl von Exemplaren fest, dass ähnliche Unterschiede nicht nur zwischen verschiedenen Pflanzen einer Art, sondern auch in unterschiedlichen Stadien der Entwicklung einer Pflanze auftreten. Außerdem erkannte er, dass das von John Miers gewählte Epitheton weddellianus Vorrang vor den von Suessenguth und Overkott verwendeten hat und beschrieb Kentrothamnus weddellianus als einzige Art der Gattung.

## Verwendung
Auszüge der Pflanze wurden als Seife und als eine Art Shampoo verwendet.